# 大罗湖
大罗湖是一个位于中国湖北省蒲圻县的湖泊，面积约为6平方千米，平均水深约为1.2米。